# 罗讷河畔圣路易港
罗讷河畔圣路易港（法語：Port-Saint-Louis-du-Rhône，法語發音：[pɔʁ sɛ̃ lwi dy ʁon]）是法国罗讷河口省的一个市镇，属于阿尔勒区。

## 地理
罗讷河畔圣路易港（43°23'15"N, 4°48'16"E）面积73.38 平方千米，位于法国普罗旺斯-阿尔卑斯-蓝色海岸大区罗讷河口省，该省份为法国东南部沿海省份，北起沃克吕兹省，西接加尔省，南濒地中海，东临瓦尔省。
与罗讷河畔圣路易港接壤的市镇（或旧市镇、城区）包括：阿尔勒、濱海福斯。

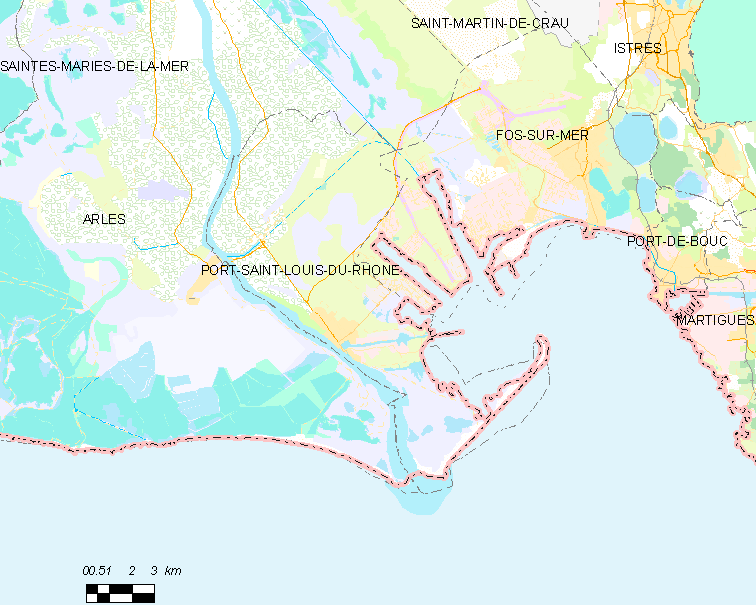
罗讷河畔圣路易港的OSM定位图

罗讷河畔圣路易港的时区为UTC+01:00、UTC+02:00（夏令时）。

## 行政
罗讷河畔圣路易港的邮政编码为13230，INSEE市镇编码为13078。

## 政治
罗讷河畔圣路易港所属的省级选区为阿尔勒县。

## 人口

1962-2008年间罗讷河畔圣路易港人口变化图示

罗讷河畔圣路易港于2022年1月1日时的人口数量为8510人。